# 白川周作
白川 周作（しらかわ しゅうさく、1980年7月1日 - ）は、日本の声優、俳優。千葉県君津市出身。

## 来歴
声優になるきっかけは2本あり、中学時代に偶々テレビを付けた時に放送されており、何となく観ていたテレビアニメ『魔法騎士レイアース』の第一章の終わり方に衝撃を受けていた。同時に中学1年生の頃に発売されて友人と一緒にプレイしていたゲーム『ときめきメモリアル』の文化放送で放送されていたラジオ番組のラジオドラマで主人公、高見公人役を演じていた小野坂昌也の芝居に「こんな面白い仕事あるならやりたい」と思ったからである。
声優になることは「やってみなよ」という感じで反対されなかったという。
高校卒業後、専門学校東京ミュージックアンドメディアアーツ尚美（現:尚美ミュージックカレッジ専門学校）声優学科に2期生として2年間通っていた。映像テクノアカデミアにも通っていた。
デビュー作は2002年のゲーム『侍〜SAMURAI〜』の刈部星雲役。
プロダクション・タンク、エーエス企画、フリーを経て、2011年12月よりプロダクション・エース所属。

## 人物
『プリキュアシリーズ』、『トリコ』などニチアサ番組に出演することが多い。
2024年時点ではゲームの吹き替えで主要キャストも務めることも多い。
俳優として、テレビドラマ『相棒』、『太田胃散』のCMなど顔出しの出演もしている。
趣味・特技はバイク（大型免許所持）、プラモデル製作（模型誌作例経験有）、サッカー、唄、パソコン、口笛。

## 出演
太字はメインキャラクター。

### テレビアニメ
2009年
- あにゃまる探偵 キルミンずぅ（獅子山シシノシン）

2011年
- C（クラスメイト、カカズズ、小太りのアントレ、東京証券取引所職員、男）
- トリコ（2011年 - 2013年、シン、リック、マネイ、ぽんこち、カイトラ、雪丸 他）
- まじっく快斗（2011年 - 2012年、男子、警官、店員、研究員、機動隊員 他）

2012年
- えびてん 公立海老栖川高校天悶部（ナレーション、生徒男3）
- スマイルプリキュア!（男子生徒、警官、司会者、木村さとし）
- つり球

2013年
- おじゃる丸（2013年 - 2014年、町の人、亡き者、客、警備虫）
- 俺の脳内選択肢が、学園ラブコメを全力で邪魔している（宮澄太一、男子B、桜川先輩、高橋）
- ドキドキ!プリキュア（十条、ガードマン、中学生男子）
- トリコ×ONE PIECE×ドラゴンボールZ 超コラボスペシャル!!（観客）
- ブラッドラッド（キジ、子分、担任の先生、警備員、魔族A）
- 問題児たちが異世界から来るそうですよ?（不良D、男）

2014年
- 暁のヨナ（2014年 - 2015年、タソ、タツ、守備兵、風の部族、兵士 他）
- 棺姫のチャイカ（ウィザードB）
- 風雲維新ダイ☆ショーグン（手下A）
- マケン姫っ!通（司会者、ブラドロ）
- マジンボーン（レオボーン）

2015年
- アルスラーン戦記（諸侯、動物使い）
- グリザイアの楽園（上田、大塚本部長）
- GATE 自衛隊 彼の地にて、斯く戦えり（クリアロン、アーチャー、シェリーの父）
- 櫻子さんの足下には死体が埋まっている（鑑識員、警官、藤岡の親戚、男性、男子生徒）
- 新妹魔王の契約者（不良D）
- トリアージX（柾木仁）
- 乱歩奇譚 Game of Laplace（医者）

2016年
- orange（担任教師）
- 終末のイゼッタ（ローレンツ）
- 舟を編む（店員、アルバイト）

2017年
- 幼女戦記（クルスト）

2018年
- 京都寺町三条のホームズ（橋本）

2022年
- 連盟空軍航空魔法音楽隊ルミナスウィッチーズ（ニューゼーラント空軍の上官、エリーの父、客車の父）

2024年
- 名探偵コナン（花山泉太）

### 劇場アニメ
- 映画 プリキュアオールスターズNewStage みらいのともだち（2012年、街の人々）
- 聖☆おにいさん（2013年、熱帯魚店『多摩水族館』若店主）
- 劇場版 世界一初恋 〜横澤隆史の場合〜（2014年）

### OVA
- 聖☆おにいさん（2012年、弟子A）
- 問題児たちが異世界から来るそうですよ? 〜温泉漫遊記〜（2013年、男B） ※小説第8巻Blu-ray同梱版
- ふたりエッチ（第3期）（2014年、岡浜学[10]）
- 暁のヨナ（2015年、白龍の里人）※コミックス第19巻オリジナルアニメDVD付限定版

### ゲーム
2002年
- 侍〜SAMURAI〜（刈部星雲）

2009年
- 世界不思議発見!DS 伝説のヒトシ君人形を探せ!（怪傑ミリオン）

2010年
- サカつくDS ワールドチャレンジ2010（実況）
- 堕天使の甘い誘惑×快感フレーズ

2011年
- 静寂に電気鋸（関根コウ）
- 戦極姫3〜天下を切り裂く光と影〜（前田玄以、戸川秀安）※PSP版
- 文明開華 葵座異聞録（八橋菖）

2013年
- グリザイアの果実 -LE FRUIT DE LA GRISAIA-
- コール オブ デューティ ゴースト
- デジモンアドベンチャー（バケモン、ナノモン）

2014年
- 戦国BASARA4
- SOUL SACRIFICE DELTA（ガングラン）

2015年
- ぷよぷよ!!クエスト（2015年 - 2022年、バーテブラ、ローザッテ、マーギン）

2016年
- 貴方日記〜ユーフォリア〜（久世貴裕）
- 雷子-紺碧の章-（孫武）
- √Letter ルートレター（渡辺将也）
- シャドウ・オブ・ウォー（タリオン）

2017年
- ブラッドステインド:リチュアル・オブ・ザ・ナイト（ジーベル）
- パシャ★モン（アラタ）

2018年
- √Letter ルートレター Last Answer（渡辺将也）

2020年
- ドラゴンクエストX いばらの巫女と滅びの神 オンライン（グール、ヌカンプ）
- ウォッチドッグス レギオン（バグリー、ブラッドリー・ラーセン）

2021年
- ぷよぷよテトリス2（ローザッテ）
- SAMURAI SPIRITS（天草四郎時貞） - DLC追加キャラクター

2023年
- オーバーウォッチ（2023年、ライフウィーバー）

### ドラマCD
- アイドル★ハラスメント1 〜ドキッ☆男だらけのファン感謝祭！？〜
- アイドル★ハラスメント4 〜ドキッ☆ペット志願のぶっかけ限界調教！？〜
- クラスメイト
- デススマイルズ（ウェールズ、隊長）
- ナナ☆かぜ（海原湊）

### ラジオドラマ
- NHKおはなしの旅
  - 母をたずねて三千里
  - 王子様の耳はロバの耳
- NHK青春アドベンチャー ハッピーバースデー

### オーディオブック
- 〈旭山動物園〉革命 夢を実現した復活プロジェクト
- アナログ
- 池上彰の世界の見方シリーズ
  - 池上彰の世界の見方 イギリスとEU
  - 池上彰の世界の見方 中国・香港・台湾
  - 池上彰の世界の見方 15歳に語る現代世界の最前線
  - 池上彰の世界の見方 アメリカ
  - 池上彰の世界の見方 中東
  - 池上彰の世界の見方 ドイツとEU
  - 池上彰の世界の見方 朝鮮半島
  - 池上彰の世界の見方 ロシア
  - 池上彰の世界の見方 東南アジア
  - 池上彰の世界の見方 インド
- MMTとケインズ経済学
- 神様のカルテシリーズ
  - 神様のカルテ
  - 神様のカルテ2
  - 神様のカルテ3
  - 神様のカルテ0
  - 新章 神様のカルテ
- 韓国 反日感情の正体
- 教師格差 ダメ教師はなぜ増えるのか
- 「結果を出す人」はノートに何を書いているのか
- 健全な肉体に狂気は宿る 生きづらさの正体
- 恋する寄生虫
- コーヒーが冷めないうちにシリーズ
  - コーヒーが冷めないうちに
  - この嘘がばれないうちに
- 子どもに聞かれてきちんと答えられる 池上彰のいつものニュースがすごくよくわかる本
- 催眠術のかけ方シリーズ
  - 催眠術のかけ方
  - 催眠誘導の極意
  - 催眠術の極め方
- 先送りせずにすぐやる人に変わる方法
- 仕事の「生産性」はドイツ人に学べ 「効率」が上がる、「休日」が増える
- 知らないと恥をかく世界の大問題シリーズ
  - 知らないと恥をかく世界の大問題
  - 知らないと恥をかく世界の大問題3
  - 知らないと恥をかく世界の大問題5
  - 知らないと恥をかく世界の大問題7
  - 知らないと恥をかく世界の大問題9
  - 知らないと恥をかく世界の大問題11
- 人工知能は人間を超えるか
- ［図解］池上彰の 面白いほどわかる本シリーズ
  - ［図解］池上彰の 世界の宗教が面白いほどわかる本
  - ［図解］池上彰の 政治と選挙のニュースが面白いほどわかる本
  - ［図解］池上彰の 経済のニュースが面白いほどわかる本
- 世界一おもしろい 日本史の授業
- 漱石先生の事件簿　猫の巻
- ツカむ!話術
- ツリーハウス
- 出逢いの大学
- できる若者は3年で辞める!
- 東大家庭教師の　頭が良くなる思考法
- 東大准教授に教わる「人工知能って、そんなことまでできるんですか？」
- にっぽん怪盗伝 新装版
- 人間は9タイプ 仕事と対人関係がはかどる人間説明書
- 寝る前に読むだけでイヤな気持ちが消える心の法則26
- 野村證券第2事業法人部
- 人は「暗示」で9割動く!
- 本の「使い方」
- ムーンナイト・ダイバー
- ライフハック大全 人生と仕事を変える小さな習慣250
- ルールを変える思考法

### 吹き替え

#### 映画
- アウトポスト37（アンドロス）
- アフロサッカー（ラン）
- アメリカン・スナイパー
- エリザベス∞エクスペリメント（オリバー〈マシュー・ビアード〉）
- ザ・インターネット（グルーム）
- スターゲイト（アルトマン少尉）
- ソーラー・ストライク2013（レジー〈アレクサンドル・ウィーナー〉）
- ターミネーター4 プロモーション番宣（アントン・イェルチン）
- チョコレート・バトラー（テヤン）
- ディープ・インパクト2016（ビル）
- ドレスデン、運命の日（ウィリアム）
- ネイビーシールズ：オペレーションZ（AJ・プレスコット〈デイモン・リパリ〉）
- ファイナル・デイ（アダム）
- 4 FOUR（浮気相手〈マーティン・コムストン〉）
- プリズン・エクスペリメント（クリストファー・アーチャー〈マイケル・アンガラノ〉）
- フローズン・アース（タリク）
- 真昼の決闘（ハーブ）
- リトル・ビル（クリンクスケールス）

#### ドラマ
- iCarly
- お願い、キャプテン（カン・ドンス〈イ・チョニ〉）
- クローザー（エリック）
- ゲーム・オブ・スローンズ（オリヴァー〈ウィル・テューダー〉、ドロラス・エッド〈ベン・クロンプトン〉、ポドリック・ペイン〈ダニエル・ポートマン〉、マットス・シーワース）
- コンティニュアム CPS特捜班 シーズン2（グレッグ、ジェイソン）
- CSI:ニューヨーク8（プレストン・セヴィル・ジュニア）
- 水滸伝 All Men Are Brothers（呉用、王倫、韓滔）
- ミッシング -サイキック捜査官-2（ベレンソン）
- 屋根部屋のプリンス（ト・チサン〈チェ・ウシク〉）

#### アニメ
- ザ・スター はじめてのクリスマス（ヨセフ）
- サンダーバード ARE GO
- ミクセル
- 101匹わんちゃんストリート（2019年、おとぼけボーイ[21]）

### ナレーション
オーディオブックの朗読については#オーディオブックの節を参照。
- 元ちとせ 蛍星（CMナレーション）

### テレビドラマ
- 相棒
  - 相棒 Season 5（アナウンサー）
  - 相棒 Season 7（リポーター）

### その他
- 戦国IXA 千万の覇者 ボイスドラマ『本能寺の変～暁の夢～』（2017年、羽柴秀吉）